# Jürgen Rooste

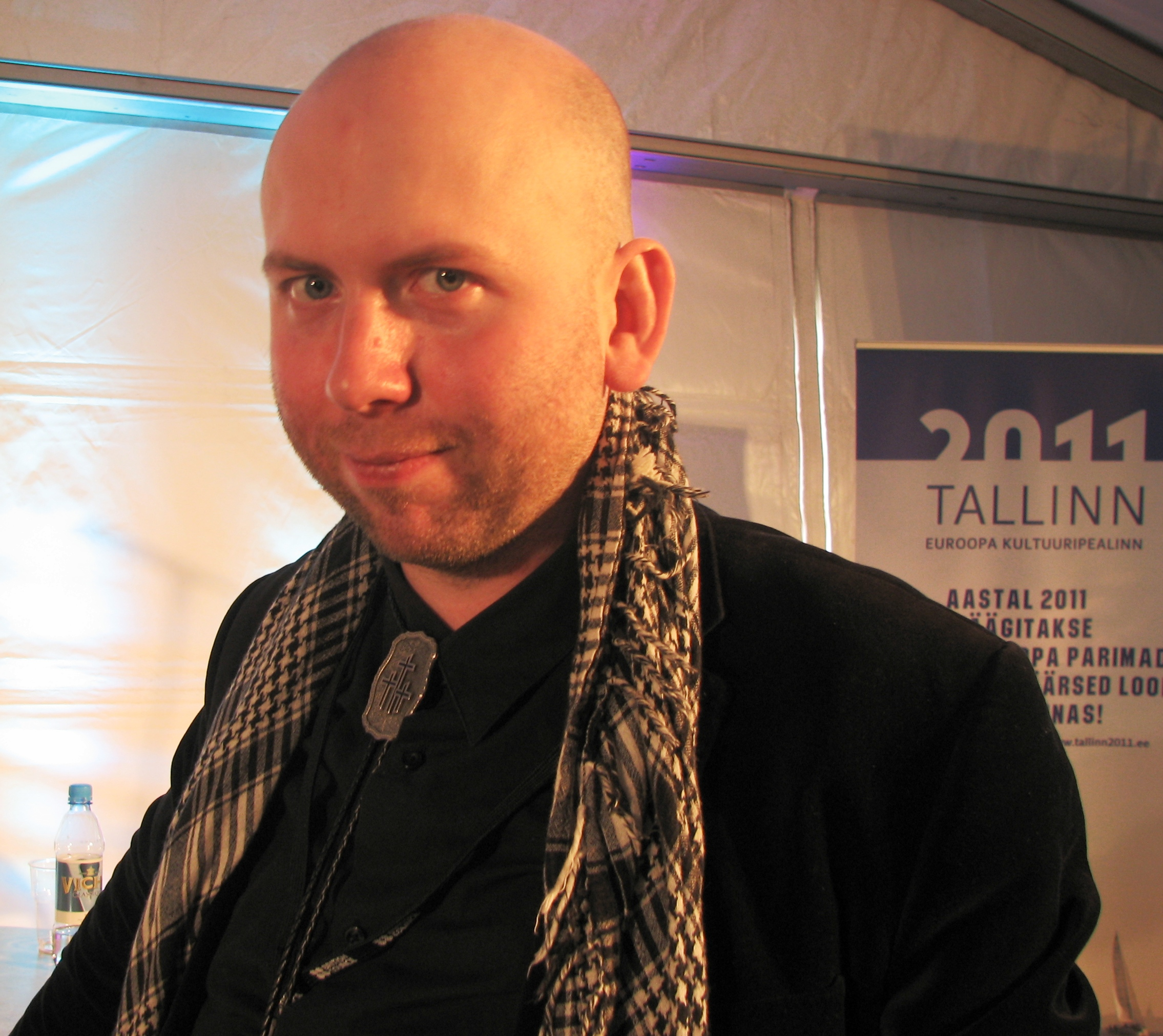
Jürgen Rooste (2010)

Jürgen Rooste (* 31. Juli 1979 in Tallinn, Estnische SSR) ist ein avantgardistischer estnischer Lyriker.

## Leben
Jürgen Rooste studierte estnische Philologie an der Pädagogischen Hochschule Tallinn. Es folgten redaktionelle Tätigkeiten verschiedener Art (auch bei einem Wissenschaftsverlag). Er war Dozent für Philosophie an der Musikschule Tallinn und für estnische Sprache und Literatur an der Rocca-al-Mare-Schule. 1999 erhielt er den Betti-Alver-Debütpreis. Seit 2002 ist er Redakteur bei der Kulturzeitschrift Sirp. Im Jahr 2006 wurde ihm der Lyrikpreis des estnischen Kulturkapitals verliehen.
Rooste war die Galionsfigur der Tallinner Gruppe TNT - Tallinna Noored Tegijad (d. h. Tallinner junge Aktive). Die Titel seiner Gedichtbände lehnen sich häufig an denen von Maria Under (1880–1980) an.

## Bibliografie
- Sonetid. Tallinn: Huma 1999. 57 S.
- Veri valla. Taanilinn: Tuum 2000. 46 S.
- (gemeinsam mit Asko Künnap und Karl Martin Sinijärv:) Neid vigu me ei korda. Tallinn: Näo Kirik 2000. 64 S.
- (gemeinsam mit Asko Künnap, Karl Martin Sinijärv, Triin Soomets, Elo Viiding): Kaardipakk. Näo Kirik 2001. 56 Spielkarten.
- (gemeinsam mit Mammut:) Igapäevane psyhho. Kalendaarium et mõista elu. 2002. s. l.: Sulemees 2001. 12 Nlatt.
- (gemeinsam mit Ivar Sild: Autorname „Tandem“) Pegasus on pisut pervers. Tallinn: Perioodika 2002. 71 S.
- Lameda taeva all. Taanilinn: Pidusöök 2002. 94 S.
- Rõõm ühest koledast päevast. Tallinn: Tuum 2003. 62 S.
- Ilusaks inimeseks. Saladokumente igavikuarhiivi peavalitsusest. [Tallinn] verb 2005. [42 S.] + CD.
- (gemeinsam mit Asko Künnap, Karl Martin Sinijärv, Triin Soomets, Elo Viiding:) Kaardipakk kaks. Näo Kirik 2006. 2 × 56 Spielkarten.
- Tavaline eesti idioot ja teisi pikemaid poeese 1999-2007. Pärnu: Ji 2008. 127 S.
- 21. sajandi armastusluule. Põdrapõmmutamine ja põnnitirtsuvada. Tallinn: verb 2008. 62 S.
- (gemeinsam mit Asko Künnap + Karl Martin Sinijärv:) KünnapRoosteSinijärv: 2008...9. s. l.: Näo Kirik ja Ühinenud Eesti Karmavõlglased 2008. 95 S. [Beilage von Vikerkaar 12/2008]|
- (gemeinsam mit Asko Künnap + Karl Martin Sinijärv:) Eesti haiku. Tallinn: Näo Kirik 2010. 93 S.
- Kuidas tappa laulurästikut. Tallinn: verb 2011. 93 S.
- Higgsi boson. s. l.: Näo Kirik 2012. 71 S.
- laul jääkarudest ja teisi poeese 2007-2012. Saarde-Pärnu: Ji 2012. 113 S.
- (gemeinsam mit Doris Kareva:) Elutants. [Tallinn:] verb 2013. 111 S.
- Kõik tänavanurkade muusikud. Tallinn: Näo Kirik 2013. 110 S.
- Suur sume, suur tume. [Tallinn] Verb 2014. 80 S.
- Ideaalne abikaasa. Saarde-Pärnu: Ji 2015. 107 S.
- Vana hiire laulud. Saarde-Pärnu: Ji 2015. 92 S.
- Surm Tallinnas. (Valik novelle 2001–2018). Tallinn: Tuum 2018. 126 S.
- veider aeg. (meeleheite laulud I). s. l.: mm poees 2018. 82 S.
- (gemeinsam mit Asko Künnap und Karl Martin Sinijärv:) Kuradiratas. s. l.: Näo Kirik 2018. 1 Schuber.
- Sagittarius A. (Meeleheite laulud II) s. l.: J. Rooste 2020. 132 S.
- Kollilood. s. l.: J. Rooste 2020. 95 S.
- Signaal surnud tähelt. Meeleheite laulude 3. ja viimane osa. s. l.: Jürgen Rooste 2021. 116 S.

## Übersetzungen ins Deutsche
Von Rooste liegt noch kein Gedichtband auf Deutsch vor, jedoch ist er in einigen Anthologien und Zeitschriften vertreten:
- liebstdumich bis an den rand der ewigkeit... – La-la-la (nie wieder), übersetzt von Irja Grönholm, in: Lichtungen 2003, S. 134–134.
- Als ein schöner Mensch, übersetzt von Gisbert Jänicke, in: Estonia 2006, S. 219–223.
- Das Higgs-Teilchen – Darwin und der Mond. Übersetzt von Cornelius Hasselblatt, in: Grand Tour. Reisen durch die junge Lyrik Europas. Im Auftrag der Deutschen Akademie für Sprache und Dichtung herausgegeben von Federico Italiano und Jan Wagner. München: Carl Hanser 2019, S. 457–458.

Außerdem die Erzählung „Generationen“, übersetzt von Irja Grönholm, in: die horen 255 (2014), S. 93–94.